# Programowanie całkowitoliczbowe
Programowanie całkowitoliczbowe – programowanie liniowe, w którym na zmienne decyzyjne (niektóre lub wszystkie) nałożono dodatkowe warunki, że muszą przyjmować wartości całkowite dodatnie, ponieważ rozwiązania z wartościami ułamkowymi nie miałyby sensu rzeczywistego (np. określenia ⅔ osoby lub ¾ samochodu).
W zagadnieniach programowania liniowego z reguły nie jest możliwe stosowanie zaokrągleń rozwiązań z wartościami ułamkowymi do najbliższych liczb całkowitych, gdyż wynik takiego postępowania może być daleki od rozwiązania optymalnego; może też nie spełniać warunków ograniczających. Przy programowaniu całkowitoliczbowym zachodzi więc potrzeba stosowania metod uwzględniających te warunki.
Problemy programowania całkowitoliczbowego należą do klasy NP-zupełnej.
Jeśli liczba zmiennych decyzyjnych jest mała i przyjmują one niewielkie wartości to zagadnienie można przekształcić w programowanie zero-jedynkowe.